# Alexandre Makaya
Alexandre Makaya, né en 1939-1940, est un judoka congolais (RC).

## Biographie
Alexandre Makaya est agent de la marine française dans les années 1960 à Dakar au Sénégal ; il y est initié aux arts martiaux. 
Il remporte la Coupe des Tropiques à Yaoundé en 1964. 
Il est ensuite médaillé d'argent dans la catégorie des poids lourds aux Jeux africains de 1965 à Brazzaville, perdant en finale contre le Sénégalais Xavier Boissy puis arrête la compétition pour se consacrer à la marine. 
Il fonde les premiers clubs de judo en république du Congo.